# 太陽の中の恋 (カンツォーネ)
「太陽の中の恋」（たいようのなかのこい、伊: Ogni Volta）は、カルロ・ロッシが作詞、ロビー・フェランテが作曲し、1964年のサンレモ音楽祭において入賞したカンツォーネ。当時のサンレモ音楽祭は、イタリア人歌手と外国人歌手が、それぞれ同じ楽曲を歌うという趣向であったが、この曲は、アメリカ合衆国の歌手であるポール・アンカと、作曲者であるフェランテが歌った。イタリア語の原題は、「いつものこと」といった意味。

## ポール・アンカによる歌唱
ポール・アンカは、B面に「Stasera Resta Con Me」を収めたシングルを、イタリアをはじめとするヨーロッパ各国でリリースした。
日本では、1964年にアンカの歌唱をA面、フェランテの歌唱をB面に収めたシングルが出たほか、アンカの歌唱によるこの曲を取り上げた4曲入りEP盤が複数の形態で発表された。
アンカは、サンレモ音楽祭でこの曲をイタリア語で歌っただけでなく、その後も繰り返しこの曲をライブで取り上げ、また後年の録音も残している。2007年にはアルバム『クラシック・ソングス、マイ・ウェイ』 (Classic Songs, My Way) に新たな録音を収録した。